# Escuadrón de Rescate y Urgencias Médicas

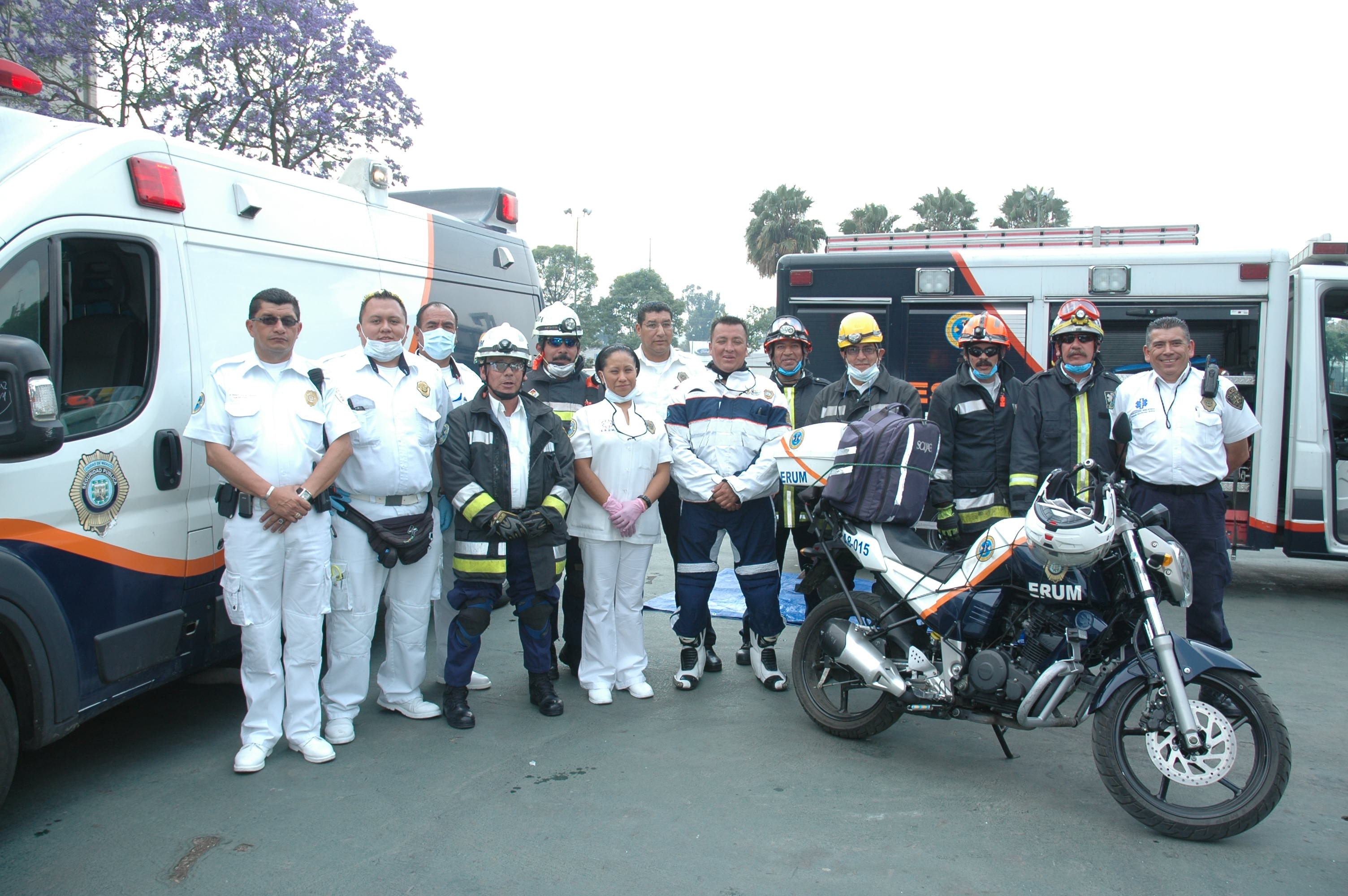
Miembros del ERUM

El Escuadrón de Rescate y Urgencias Médicas (ERUM) es un cuerpo público dedicado a las urgencias médicas y rescate en la Ciudad de México. Dependiente de la Secretaría de Seguridad Ciudadana de la Ciudad de México (SSC CDMX). Actualmente, se atiende el 60% de los servicios del área metropolitana con un promedio diario de 320 a 350 emergencias. Cuenta con 800 elementos aproximadamente en los turnos matutino, vespertino, nocturno y fines de semana.

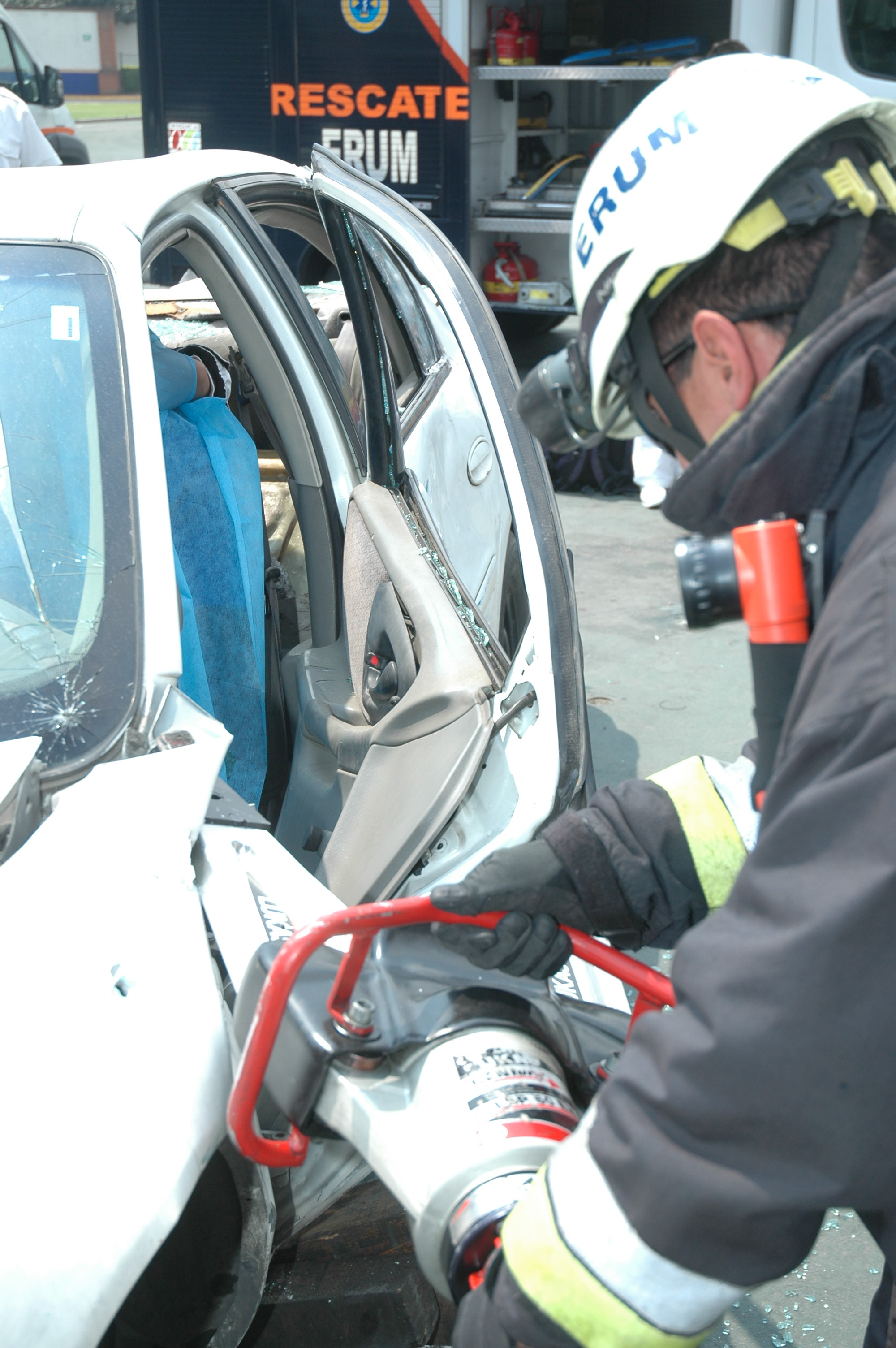
Un rescatista del ERUM separa la puerta de un automóvil con una herramienta hidráulica de rescate.

Da atención a lesionados en la vía pública, les brinda servicios de primeros auxilios y, dependiendo del dictamen médico del personal de la ambulancia, puede canalizarlos hacia instituciones hospitalarias. Atiende partos, cuando el proceso de alumbramiento está muy avanzado y se requiere una atención inmediata.

## Tipos de servicio
El ERUM brinda servicios de rescate y salvamento en la Ciudad de México, en otras partes del país e inclusive en otros países, en las siguientes modalidades:
- Urbano: para personas atrapadas en edificios, en elevadores o en derrumbes, durante sismos e incendios, así como a las víctimas de accidentes por descarga eléctrica y a aquellos que intentan el suicidio.
- Espeleológico: para personas que hayan quedado atrapadas en minas, cavernas, pozos, cuevas y grutas.
- Alpino: para personas que se hayan perdido en cerros o montañas y en si cualquier área de difícil acceso por condiciones geológicas.
- Acuático: para personas aprisionadas o aisladas por algún cuerpo de agua o que hayan fallecido por ahogamiento.
- Estructuras colapsadas: el ERUM proporciona auxilio para extraer víctimas atrapadas en estructuras colapsadas como edificios o vehículos (accidentes de tránsito moderados a severos), sobre todo cuando se requiere el uso de un equipo especial para su salvamento (por ejemplo, en terremotos).
- Servicios a indigentes (personas en situación de calle): para personas que, por su estado económico, vivan en la vía pública y requieran atención médica prehospitalaria, requieran ser trasladados a algún albergue o necesiten auxilio básico por alguna enfermedad.
- Servicios preventivos: cuando hay necesidad de apoyos médicos preventivos durante eventos masivos como giras de trabajo de las autoridades del Gobierno de la ciudad; cuando los solicita el Estado Mayor Presidencial y cuando la magnitud de algún acontecimiento requiera la presencia de unidades móviles.
- Servicios varios: el ERUM traslada a policías heridos desde su domicilio al hospital y viceversa; también apoya a diversas autoridades cuando se encuentran cadáveres en la vía pública, edificios o casa habitación.

## Tareas
Tiene como función principal prestar de manera oportuna el servicio de rescate y atención médica prehospitalaria a enfermos y lesionados en la vía pública ante un siniestro y situaciones de emergencia.
Trabaja de forma coordinada con asociaciones civiles, organismos institucionales y con particulares en acciones de investigación e intercambio, otorgamiento solidario y participativo de servicios de rescate y auxilio médico prehospitalario para la ciudadanía que lo requiera en situaciones de emergencia.
Otra de sus funciones es establecer sistemas de coordinación y de trabajo con la Dirección General de Protección Civil y Comités Delegacionales, así como realizar propuestas ante las autoridades correspondientes que permitan el fortalecimiento del esquema normativo, los mecanismos de control y actuación de grupos voluntarios de rescate para la planeación, ejecución, control y evaluación de acciones de rescate y auxilio médico.
Dentro de sus tareas, está prestar atención a indigentes y grupos vulnerables que se encuentran en la vía pública, en coordinación con las dependencias del Gobierno del Distrito Federal responsables. También tiene encomendado formular, controlar y evaluar los programas de capacitación y adiestramiento dirigidos al personal médico, paramédico y de apoyo, a fin de sostener la capacidad de respuesta inmediata de todo su personal.